# Huis de Pelikaan

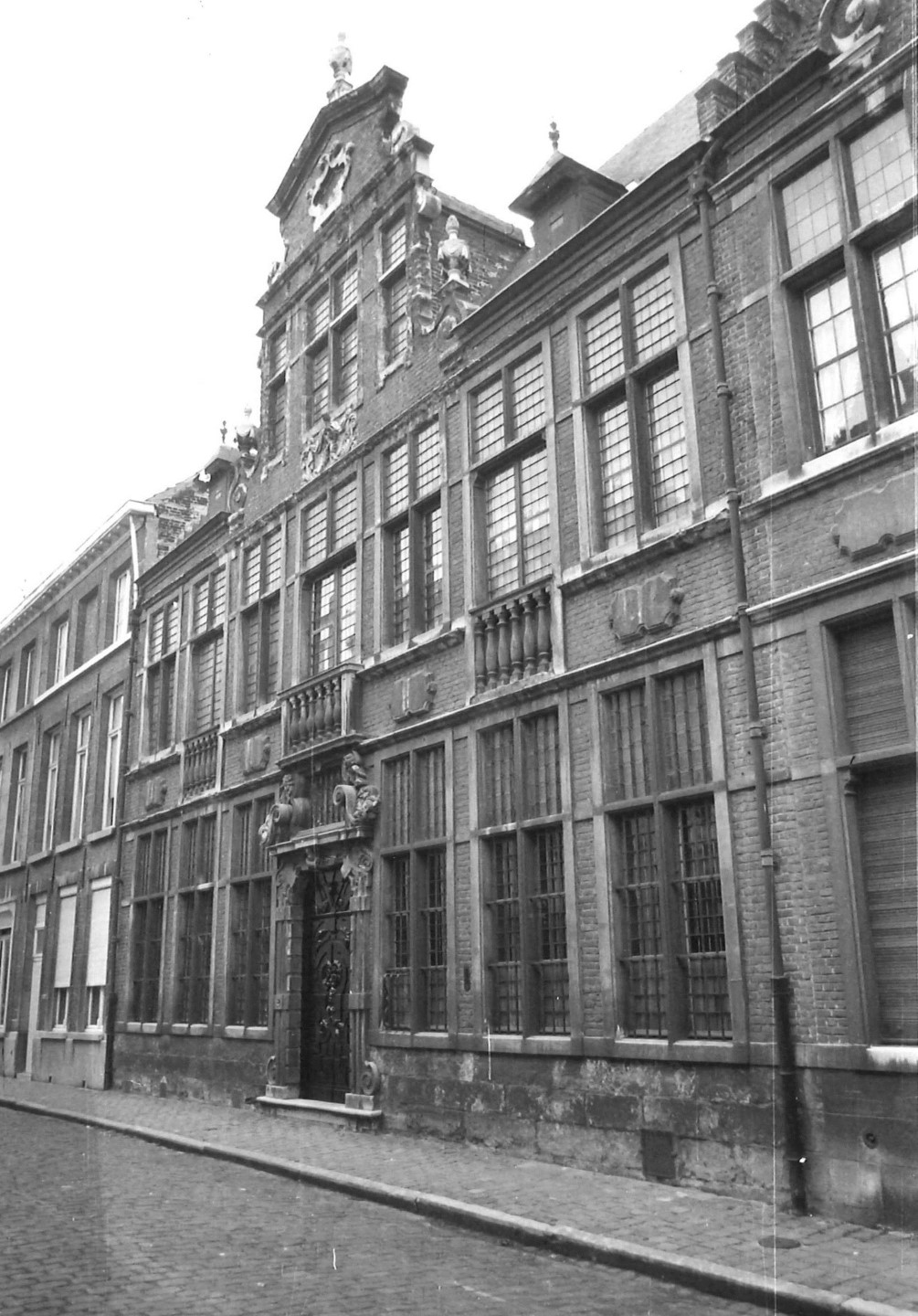
Huis de Pelikaan in 1975

Huis de Pelikaan is een beschermd herenhuis in de Sint-Katelijnestraat in Gent. De naam verwijst naar een houten beeld van een pelikaan, dat begin 20ste eeuw boven de voordeur stond.

## Omschrijving
De Pelikaan is een dubbelhuis van zeven traveeën met twee bouwvlakken onder een leien zadeldak met een centraal dakvenster en een aantal recente dakkapellen.
Het is opgetrokken in baksteen en zandsteen (Ledesteen, die bij restauratie vervangen werd voor Franse kalksteen), boven een plint in Doornikse steen. De gevel is horizontaal belijnd door waterlijsten, cordons en een kroonlijst.
De middentravee is hoger opgetrokken, afgelijnd met vleugelstukken en bekroond met een hoofdgestel waarop een fries en een pseudo-fronton, een schouder- en een topstuk met siervazen.
De ramen hebben kruiskozijnen die gevat zijn in een vlakke omlijsting, met tralies op het gelijkvloers. Op de eerste verdieping is er een borstwering met afwisselend panelen en balustraden. De monumentale spiegeldeur bevindt zich in een arduinen omlijsting, met geblokte rechtstanden en voluten boven de neuten en in de zwikken. Boven de deur is een gekorniste druiplijst met een getralied bovenlicht, waarop zich minstens tussen 1903 en 1935 een houten beeld van een pelikaan bevond.
De gevel en de deur bevat verwijzingen naar de patroonheilige van de bouwheer, Joannes Bellemans: een cartouche in de middenpartij geeft een voorstelling van wat in de volksmond 'Sint Janneke met het Lammeke' genoemd werd en in de deur figureert een duif als symbool van de heilige Geest.

## Geschiedenis
Het huis werd gebouwd in 1701 door Joannes Bellemans, deken van de wijk en "collecteur van stadtsimpositiën" (belastingspachter) en werd tot 1793 bewoond door de Ongeschoeide Karmelieten.
Bij de Franse bezetting van Vlaanderen werd het huis ingericht als kazerne. Na 1810 werd het aangekocht door Pieter van Huffel, schilder en conservator, die de gevel in 1827 aanpaste (hij verwijderde de kruiskozijnen en de ijzeren tralies op het gelijkvloers en de eerste verdieping).
De Pelikaan werd een museum en de zetel van de Commissie voor Monumenten van Gent. In 1916 wordt het eigendom van de stad en gerestaureerd naar een ontwerp van architect Frans Van Hove. De gevel van het huis ernaast, dat door Thobias d’Oosterlinck in 1641 gebouwd werd samen met de twee huizen op de huidige nummers 13 en 15 in de Sint-Katelijnestraat, werd in 1935 aangepast naar de gerestaureerde stijl van De Pelikaan.
De Pelikaan kwam na de Tweede Wereldoorlog weer in privé-bezit.